# كأس الخليج العربي 13
أقُيمت بطولة كأس الخليج الثالثة عشر في سلطنة عمان، من تاريخ 15 أكتوبر 1996 إلى 28 أكتوبر 1996، وقد أقيمت جميع المباريات على استاد مجمع السلطان قابوس الرياضي.
و قد فاز بلقب هذه البطولة منتخب الكويت لكرة القدم، وحصل اللاعب القطري محمد سالم العنزي على جائزة هداف البطولة، ونال الكويتي عبد الله وبران جائزة أفضل لاعب في البطولة، فيما نال الحارس القطري يونس أحمد جائزة أفضل حارس في البطولة.

## الفرق المشاركة
- عمان (الدولة المستضيفة)
- الكويت
- السعودية (حامل اللقب)
- قطر
- البحرين
- الإمارات العربية المتحدة

## المباريات
| السعودية   | 0:1 | عمان |
| ---------- | --- | ---- |
| فهد المهلل |     |      |

.
| الكويت      | 0:1 | البحرين |
| ----------- | --- | ------- |
| حسين الخضري |     |         |

.
| قطر        | 0:1 | الإمارات |
| ---------- | --- | -------- |
| أحمد مبارك |     |          |

.
| الكويت      | 1:2 | عمان       |
| ----------- | --- | ---------- |
| حسين الخضري |     | سعيد شعبان |

.
| الإمارات | 1:1 | البحرين          |
| -------- | --- | ---------------- |
| بخيت سعد |     | محمد صالح الدخيل |

.
| قطر                       | 2:2 | السعودية              |
| ------------------------- | --- | --------------------- |
| أحمد مبارك عبد العزيز حسن |     | أحمد جميل سامي الجابر |

.
| السعودية                                    | 1:3 | البحرين    |
| ------------------------------------------- | --- | ---------- |
| يوسف الثنيان خالد مسعد ضربة جزاء فهد المهلل |     | حميد درويش |

.
| قطر                         | 0:3 | عمان |
| --------------------------- | --- | ---- |
| محمود صوفي محمد سالم العنزي |     |      |

.
| الإمارات                | 1:2 | الكويت         |
| ----------------------- | --- | -------------- |
| بخيت سعد عدنان الطلياني |     | عبد الله وبران |

.
| الكويت     | 0:1 | السعودية |
| ---------- | --- | -------- |
| حمد الصالح |     |          |

.
| الإمارات | 0:0 | عمان |
| -------- | --- | ---- |
|          |     |      |

.
| قطر                         | 1:2 | البحرين  |
| --------------------------- | --- | -------- |
| محمود صوفي محمد سالم العنزي |     | خميس عيد |

.
| السعودية                              | 2:2 | الإمارات           |
| ------------------------------------- | --- | ------------------ |
| خالد التيماوي ضربة جزاء خالد التيماوي |     | يوسف حسين محمد علي |

.
| الكويت                   | 1:2 | قطر              |
| ------------------------ | --- | ---------------- |
| بشار عبد الله حمد الصالح |     | محمد سالم العنزي |

.
| البحرين          | 1:1 | عمان       |
| ---------------- | --- | ---------- |
| محمد صالح الدخيل |     | سيف الحبشي |

.

## المصدر
الموقع الرسمي لكأس الخليج  نسخة محفوظة 5 فبراير 2018 على موقع واي باك مشين.